# Gyarmathy Mihály
Gyarmathy Mihály/Miklós (születési neve: Ehrenfeld Miklós; 1946-ig) (Monsieur Michel) (Balassagyarmat, 1908. január 23. – Párizs, 1996. október 30.) magyar rendező, jelmez- és díszlettervező, festő, grafikus, költő, színházigazgató.

## Életpályája
Szülei: Ehrenfeld Saul és Brack Mária voltak. Tanulmányait az Országos Magyar Királyi Iparművészeti Tanodában végezte el 1929-ben. Karrierje a budapesti Király Színházban kezdődött. 1933-ban Párizsba emigrált; rendező, jelmeztervező és műszaki igazgató volt a világhírű Folies Bergère revüszínházban, amelyben többek között Josephine Baker, Maurice Chevalier és Marlene Charell is megjelent.
A rendező, akit Franciaországban Monsieur Michel néven ismertek, olyan verseket is közzétett, amelyek többször is megemlékeznek egykori hazájáról, Magyarországról, vagy korábbi barátairól és szeretőiről (Mosolyok és Könnyek; Párizs, 1970).
1996. október 31-én hunyt el; népszerűségének köszönhetően tiszteletbeli sírt kapott hazájában.

## Anekdota
Gyarmathy tudta, milyen fukar Maurice Chevalier. Chevalier jubileumára bement egy kis boltba, hogy megvásároljon egy drága pezsgősüveg-készletet és a hozzájuk tartozó poharakat, és így szólt a zsidó tulajdonoshoz: „Moishele, adok neked 20 frankot. Add vissza a Chevalier-nak, ha bejön ide, és üvegpalackot kér.” Néhány nap múlva Chevalier valójában az üzletben volt, és letétet kért.

## Díjai
- Francia becsületrend[10]

## Fordítás
- Ez a szócikk részben vagy egészben  a   Michel Gyarmathy című német Wikipédia-szócikk ezen változatának fordításán alapul.  Az eredeti cikk szerkesztőit annak laptörténete sorolja fel. Ez a jelzés csupán a megfogalmazás eredetét és a szerzői jogokat jelzi, nem szolgál a cikkben szereplő információk forrásmegjelöléseként.